# Chicaña
Chicaña ist eine Ortschaft und eine Parroquia rural („ländliches Kirchspiel“) im Kanton Yantzaza der ecuadorianischen Provinz Zamora Chinchipe. Die Parroquia besitzt eine Fläche von 267,49 km². Die Einwohnerzahl lag im Jahr 2015 bei etwa 3250. Die Parroquia Chicaña wurde am 26. Februar 1981 gegründet.

## Lage
Die Parroquia Chicaña liegt an der Ostflanke der Cordillera Real im Südosten von Ecuador. Der Hauptort Chicaña liegt auf einer Höhe von 844 m am linken Flussufer des in Richtung Südsüdost fließenden Río Chicaña, ein linker Nebenfluss des Río Zamora. Der Ort befindet sich 11 km nördlich des Kantonshauptortes Yantzaza. Von der Fernstraße E45 (Zamora–Macas) zweigt nördlich von Yantzaza eine etwa 5 km lange Nebenstraße nach Norden ab und führt nach Chicaña. Die Parroquia wird im Südwesten vom Río Chicaña begrenzt, im Süden vom Río Zamora. Der Río Chuchumbleza, ein weiterer linker Nebenfluss des Río Zamora, entwässert den nördlichen Teil der Parroquia nach Nordosten. Der Bergkamm Cordillera San Vicente trennt in der Mitte des Verwaltungsgebietes die Einzugsgebiete von Río Chuchumbleza im Norden und Rìo Chicaña im Süden. Im äußersten Nordwesten erreicht das Gebiet in der Cordillera Campana Urcu eine Höhe von 3130 m.
Die Parroquia Chicaña grenzt im Südosten an die Parroquia Los Encuentros, im Süden und im Westen an die Parroquia Yantzaza, im Nordwesten an die Parroquia 28 de Mayo (Kanton Yacuambi), im Norden an die Parroquia Bomboiza (Kanton Gualaquiza, Provinz Morona Santiago) sowie im Osten an die Parroquias El Pangui und Pachicutza (beide im Kanton El Pangui).